# Dan Nistor
Dan Nistor (Rucăr, 5 giugno 1988) è un calciatore rumeno, centrocampista dell'U Cluj.

## Carriera

### Club
Ha giocato nella massima serie dei campionati rumeno e francese.

### Nazionale
Ha esordito in Nazionale nel 2012.

## Palmarès

### Club
- Coppa di Lega rumena: 1

Dinamo Bucarest: 2016-2017
- Coppa di Romania: 1

U Craiova: 2020-2021